# Resos (toneel)

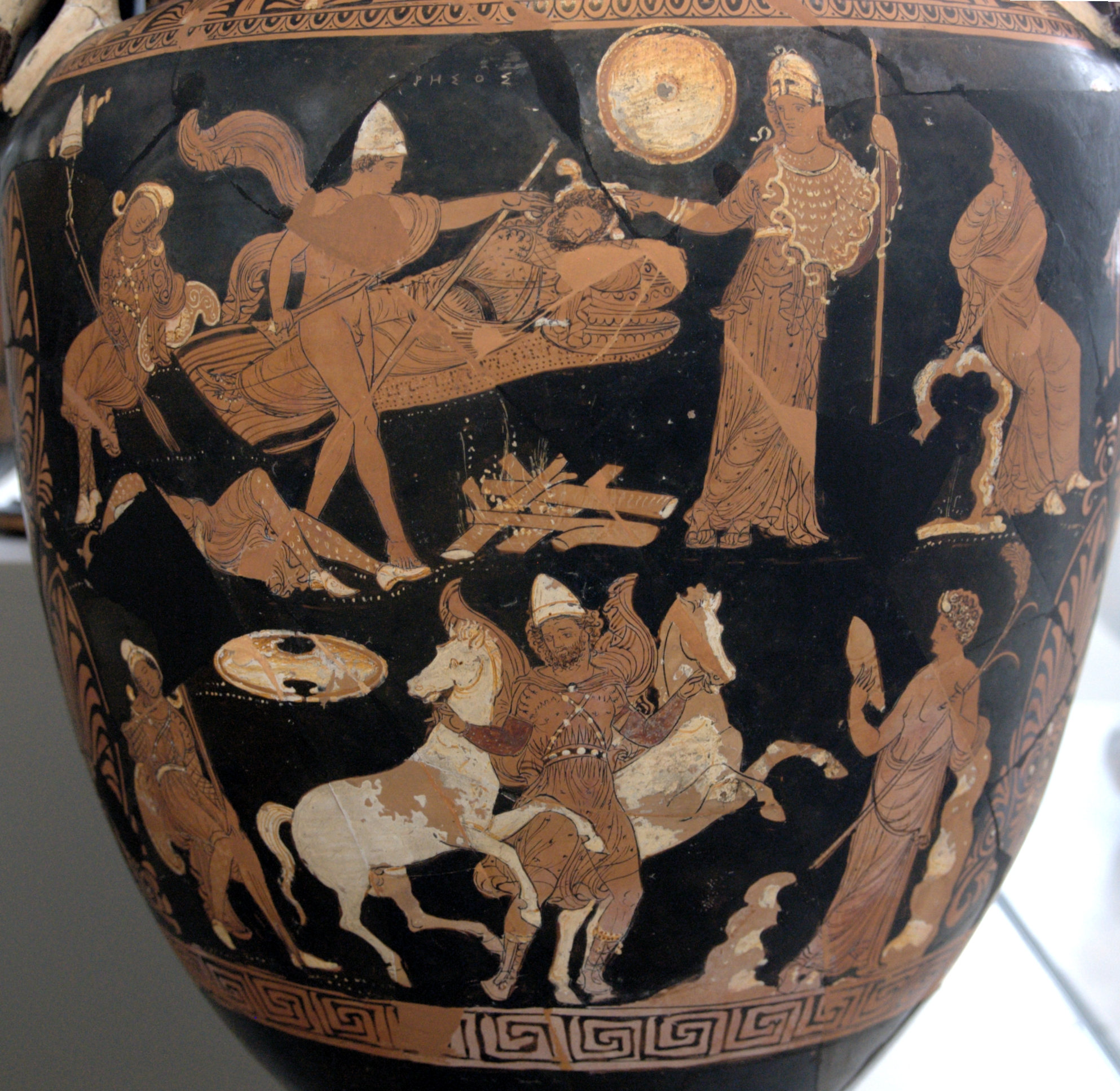
Op dit Apulische mengvat (ca. 360-340 v.o.t.) wordt de slapende Resos beslopen door Diomedes terwijl Odysseus de paarden steelt. De vrouw met de helm is Athena. De figuren rechts kunnen de ouders van Resos zijn: boven de muze en onder de riviergod Strymon (een gehoornde man met schelp en rietstengel). Dat zou dan mogelijk betekenen dat de vaas specifiek over het toneelstuk gaat, want de ouders kwamen niet voor in de Iliasversie.

Resos (Oudgrieks Ῥῆσος, Latijn Rhesus) is een Attische tragedie, door de traditie toegeschreven aan Euripides maar waarschijnlijk het werk van een ander. In elk geval is het een oud toneelstuk (5e of 4e eeuw v.o.t.) en alleen al door zijn volledigheid waardevol (slechts 45 andere Griekse stukken zijn compleet overgeleverd).
De handeling vindt plaats tijdens de Trojaanse Oorlog, als Odysseus en Diomedes 's nachts het kamp der Trojanen binnensluipen. Dezelfde gebeurtenis wordt verteld in de tiende zang van Homeros's Ilias. In vergelijking met de Ilias is de rol van Dolon kleiner en ligt er meer nadruk op koning Resos en de reactie van de Trojanen op zijn moord.

## Synopsis
Wanneer Trojaanse wachtposten grote vuren opmerken in het Griekse kamp, gaan ze Hector informeren. Die wil iedereen te wapen roepen, maar Aeneas overtuigt hem dat het beter is een spion te sturen. Dolon werpt zich op als vrijwilliger als hij na de overwinning Achilles' paarden krijgt. Hector gaat akkoord en Dolon vertrekt, gehuld in een wolfsvacht en voornemens de Grieken te verschalken door op handen en voeten te lopen. Dan arriveert de Thrakische koning Resos, verschillende jaren na het uitbreken van de oorlog. Aan een verwijtende Hector legt hij uit dat hij vertraging heeft doordat hij in eigen land de Scythen moest bevechten.
Ondertussen hebben Odysseus en Diomedes vanuit het Griekse kamp de omgekeerde beweging gemaakt. Ze botsen op Dolon en doden hem. Dan dringen ze het Trojaanse kamp binnen met de bedoeling Hector te doden, maar Athena zegt dat dit niet hun bestemming is en leidt hen in de plaats naar het slaapvertrek van Resos. Diomedes doodt hem en enkele anderen terwijl Odysseus zijn befaamde paarden steelt. De beide helden ontkomen en onder Resos' mannen breekt gemor uit omdat ze Hector verantwoordelijk stellen. Hector verdedigt zich door de wachtposten te beschuldigen, want zoveel listigheid kon enkel van Odysseus komen. De moeder van Resos, een van de negen muzen, komt ter plaatse en meldt wie de ware schuldigen zijn: Odysseus, Diomedes en Athena. Ze voorzegt ook dat Resos zal herrijzen om een onsterfelijke te worden, maar gedoemd om in een grot te leven.

## Auteurschap
Scaliger trok als eerste het auteurschap van Euripides in twijfel (Astronomicon, 1600), maar een gesubstantieerde betwisting kwam er pas met L. C. Valckenaer (in zijn Phoenissae uit 1755 en Diatribe in Euripidis deperditorum dramatum reliquias uit 1767). Er zijn nog nauwelijks geleerden die vasthouden aan Euripides, het debat is grotendeels verschoven naar het reconstrueren van een alternatieve totstandkomingscontext. Wat vast staat, is dat de overlevering onder de naam van Euripides sterk heeft bijgedragen tot de bewaring van het stuk door kopiisten.

## Nederlandse vertaling
- 2005 – Rhesus – Willy Courteaux en Bart Claes